# Aleksandr Suvorov (Schiff)
Die Aleksandr Suvorov (russisch Александр Суворов, dt. Alexander Suworow) ist ein Flusskreuzfahrtschiff, das im Jahre 1981 in der Tschechoslowakei in der Werft Narodny Podnik Škoda in Komárno (heute Slovenské Lodenice Komárno, damals Bestandteil des Škoda-Konzerns) gebaut wurde und zur Valerian Kuybyshev-Klasse (Projekt 92-016/OL400) (für 400 Fahrgäste) gehört. Sie wird von Wodochod-Sankt Petersburg auf Newa, Ladogasee und Wolga-Ostsee-Kanal auf der Strecke Sankt Petersburg–Walaam betrieben. Für 2011 waren Kreuzfahrten von Sankt Petersburg nach Petrosawodsk über Mandrogi und Kischi geplant. Das Schiff trägt den Namen des berühmten russischen Generalissimus Alexander Suworow.

## Beschreibung
Das Flusskreuzfahrtschiff mit vier Passagierdecks wurde 1981 bei der slowakischen Werft Narodny Podnik Škoda in Komárno (heute Slovenské Lodenice Komárno, damals Bestandteil des Škoda-Konzerns) als Aleksandr Suvorov für die Reederei Wolgo-Donskoje Parochodstwo (Wolga-Don-Reederei) in Rostow am Don gebaut. Sie gehörte zu einer 1976 bis 1983 hergestellten Baureihe von 9 Schiffen des Typs „Valerian Kuybyshev“, welcher auch als „Projekt 92-016“ oder „OL400“ (slowakisch: osobna lod 400 – deutsch: für 400 Passagiere) bekannt war. Die Aleksandr Suvorov verfügt über einen dieselelektrischen Antrieb mit drei Hauptmotoren je 736 kW. Sie wurde 1982–1983 auf der Wolga auf der Kreuzfahrtstrecke Rostow am Don–Moskau betrieben. Am 5. Juni 1983 um 22.35 Uhr stieß die Aleksandr Suvorov aus bis heute ungeklärten Gründen voll beladen gegen den Binder und die Fachwerkkonstruktion des unschiffbaren Feldes der damals einzigen und 2.200 m langen Eisenbahn-Brücke (heute Imperator-Brücke) über die Wolga bei Uljanowsk und nicht gegen einen Brückenpfeiler, wie es teils berichtet wird. Die Kollision geschah am Abend, als die meisten Reisenden auf dem oberen Deck an der Tanzfläche bei lauter Musik und einer Geschwindigkeit von 25 km/h waren. Sowohl das Steuerhaus, das Oberdeck als auch der Schornstein wurden durch die Kollision abgerissen. Von der Eisenbahnbrücke, welche gerade ein Güterzug befuhr, fielen mit Kohle und Holz beladene Waggons auf das Schiff. 176 Menschen wurden getötet, die Fahrgäste in den Kabinen bemerkten den Vorfall dagegen kaum. Die stark beschädigte Aleksandr Suvorov fuhr noch weitere 300 Meter, bis sie zum Stoppen kam. Die Fachwerkkonstruktion der Brücke wurde durch den Zusammenstoß um 30 Zentimeter verschoben. Der Kapitän wurde statt bei der Rettung von Fahrgästen am Brückenpfeiler in einer Schwimmhose gefunden und nach dem Unglück zu einer zehnjährigen Gefängnisstrafe verurteilt und schon nach sechs Jahren freigelassen. Er starb 1990 an einem Herzanfall.

## Wieder im Einsatz
Die Alexander Suworow wurde nach dem Unfall in Kilija repariert. Seit wann sie wieder eingesetzt wird, ist nicht näher bekannt. Stand 2023 fährt sie Flusskreuzfahrten auf der Wolga.

## Ausstattung
Alle komfortablen 1-, 2-, 3-, 4-Bett-DeLux-Kabinen sind ausgestattet mit Klimaanlage, Dusche und WC, 220-V-Anschluss und haben große Fenster. DeLux und HalbDeLux-Kabinen verfügen noch über einen Kühlschrank.
An Bord befinden sich u. a. zwei Restaurants, zwei Bars, ein Kiosk, ein Konferenzsaal, Musiksalon, Solarium.